# Campionati del mondo juniores di atletica leggera 1994
I Campionati del mondo juniores di atletica leggera 1994 (5ª edizione), si sono svolti a Lisbona, in Portogallo dal 20 al 24 luglio. Le competizioni si sono tenute all'Estádio Universitário.

## Medagliati

### Uomini
| Specialità | Oro                                                                 | Prestazione | Argento                                                            | Prestazione | Bronzo                                                                 | Prestazione |
| Corse piane |                                                                     |             |                                                                    |             |                                                                        |             |
| 100 m | Deji Aliu                                                           | 10"21       | Jason Gardener                                                     | 10"25       | Deworski Odom                                                          | 10"26       |
| 200 m | Tony Wheeler                                                        | 20"62       | Deji Aliu                                                          | 20"88       | Ian Mackie                                                             | 20"95       |
| 400 m | Michael McDonald                                                    | 45"83       | Ramon Clay                                                         | 46"13       | Shaun Farrell                                                          | 46"32       |
| 800 m | Paul Byrne                                                          | 1'47"42     | Japheth Kimutai                                                    | 1'48"22     | Alain Miranda                                                          | 1'48"24     |
| 1.500 m | Julius Achon                                                        | 3'39"78     | André Bucher                                                       | 3'40"46     | Philip Mosima                                                          | 3'41"09     |
| 5.000 m | Daniel Komen                                                        | 13'45"37    | Habte Jifar                                                        | 13'49"70    | Giuliano Battocletti                                                   | 13'51"16    |
| 10.000 m | Daniel Komen                                                        | 28'29"74    | Kenji Takao                                                        | 28'55"24    | Michitane Noda                                                         | 29'00"55    |
| 10.000 m marcia | Jorge Segura                                                        | 40'26"93    | Yevgeniy Shmalyuk                                                  | 40'32"72    | Artur Meleshkevich                                                     | 40'35"52    |
| Corse a ostacoli |                                                                     |             |                                                                    |             |                                                                        |             |
| 110 hs | Frank Busemann                                                      | 13"47       | Dudley Dorival                                                     | 13"65       | Darius Pemberton                                                       | 13"93       |
| 400 hs | Gennadiy Gorbenko                                                   | 50"56       | Miklós Róth                                                        | 50"85       | Noel Levy                                                              | 50"94       |
| 3.000 siepi | Paul Chemase                                                        | 8'31"51     | Julius Chelule                                                     | 8'33"64     | Yarba Lakhal                                                           | 8'34"42     |
| Prove su strada |                                                                     |             |                                                                    |             |                                                                        |             |
| 20 km | Clodoaldo da Silva                                                  | 1h03'21"    | Carlos García                                                      | 1h03'38"    | Antonello Landi                                                        | 1h03'40"    |
| Salti |                                                                     |             |                                                                    |             |                                                                        |             |
| Salto in alto | Jagan Hames                                                         | 2,23 m      | Antoine Burke                                                      | 2,20 m      | Mika Polku                                                             | 2,20 m      |
| Salto con l'asta | Viktor Chistiakov                                                   | 5,60 m      | Dmitri Markov                                                      | 5,50 m      | Taoufik Lachheb                                                        | 5,30 m      |
| Salto in lungo | Gregor Cankar                                                       | 8,04 m      | Bogdan Ţăruş                                                       | 8,01 m      | Shigeru Tagawa                                                         | 7,85 m      |
| Salto triplo | Onochie Achike                                                      | 16,67 m     | Leonard Cobb                                                       | 16,65 m     | Ronald Servius                                                         | 16,55 m     |
| Lanci |                                                                     |             |                                                                    |             |                                                                        |             |
| Getto del peso | Adam Nelson                                                         | 18,34 m     | Andreas Gustafsson                                                 | 17,95 m     | Ville Tiisanoja                                                        | 17,90 m     |
| Lancio del disco | Frantz Kruger                                                       | 58,22 m     | Julio Piñero                                                       | 57,80 m     | Timo Sinervo                                                           | 56,76 m     |
| Lancio del giavellotto | Marius Corbett                                                      | 77,98 m     | Matti Närhi                                                        | 74,92 m     | Isbel Luaces                                                           | 72,82 m     |
| Lancio del martello | Szymon Ziółkowski                                                   | 70,44 m     | Ihor Tuhay                                                         | 70,08 m     | Sergej Vasil'ev                                                        | 66,14 m     |
| Prove multiple |                                                                     |             |                                                                    |             |                                                                        |             |
| Decathlon | Benjamin Jensen                                                     | 7.676 p.    | Klaus Isekenmeier                                                  | 7.298 p.    | Glenn Lindqvist                                                        | 7.288 p.    |
| Staffette |                                                                     |             |                                                                    |             |                                                                        |             |
| Staffetta 4×100 m | Regno Unito Jason Gardener Julian Golding Ian Mackie Trevor Cameron | 39"60       | Stati Uniti Deworski Odom Tony Wheeler Pat Johnson Toya Jones      | 39"76       | Canada Carlton Chambers Dave Tomlin Chris Robinson Eric Frempong-Manso | 39"90       |
| Staffetta 4×400 m | Stati Uniti Desmond Johnson Tony Wheeler Milton Campbell Ramon Clay | 3'03"32     | Giamaica Rohan McDonald Davian Clarke Mario Watts Michael McDonald | 3'04"12     | Regno Unito Guy Bullock Nick Budden Noel Levy Mark Hylton              | 3'06"59     |
| record mondiale; record mondiale stagionale; miglior prestazione mondiale under 20; miglior prestazione mondiale stagionale under 20; record africano; record asiatico; record europeo; record nord-centroamericano e caraibico; record sudamericano; record oceaniano; record dei campionati; record nazionale; record nazionale under 20; record personale; record personale stagionale. |                                                                     |             |                                                                    |             |                                                                        |             |

### Donne
| Specialità | Oro                                                                       | Prestazione | Argento                                                              | Prestazione | Bronzo                                                                       | Prestazione |
| Corse piane |                                                                           |             |                                                                      |             |                                                                              |             |
| 100 m | Sabrina Kelly                                                             | 11"36       | Aspen Burkett                                                        | 11"40       | Philomena Mensah                                                             | 11"43       |
| 200 m | Heide Seÿerling                                                           | 22"80       | LaKeisha Backus                                                      | 22"86       | Tatyana Tkalich                                                              | 23"35       |
| 400 m | Olabisi Afolabi                                                           | 51"97       | Monique Hennagan                                                     | 52"25       | Hana Benešová                                                                | 52"60       |
| 800 m | Mioara Cosulianu                                                          | 2'04"95     | Jackline Maranga                                                     | 2'05"05     | Kutre Dulecha                                                                | 2'05"17     |
| 1.500 m | Anita Weyermann                                                           | 4'13"97     | Marta Domínguez                                                      | 4'14"59     | Atsumi Yashima                                                               | 4'15"84     |
| 3.000 m | Gabriela Szabó                                                            | 8'47"40     | Susie Power                                                          | 8'56"93     | Sally Barsosio                                                               | 8'59"34     |
| 10.000 m | Yoko Yamazaki                                                             | 32'34"11    | Jackline Okemwa                                                      | 33'19"51    | Jebiwot Keitany                                                              | 33'35"98    |
| 5.000 m marcia | Irina Stankina                                                            | 21'05"41    | Susana Feitor                                                        | 21'12"87    | Natal'ja Trofimova                                                           | 21'24"71    |
| Corse a ostacoli |                                                                           |             |                                                                      |             |                                                                              |             |
| 100 hs | Kirsten Bolm                                                              | 13"26       | LaTasha Colander                                                     | 13"30       | Diane Allahgreen                                                             | 13"31       |
| 400 hs | Ionela Târlea                                                             | 56"25       | Virna De Angeli                                                      | 56"93       | Emma Holmqvist                                                               | 57"23       |
| Salti |                                                                           |             |                                                                      |             |                                                                              |             |
| Salto in alto | Olga Kaliturina                                                           | 1,88 m      | Kajsa Bergqvist                                                      | 1,88 m      | Amy Acuff Lenka Riháková                                                     | 1,88 m      |
| Salto in lungo | Yelena Lysak                                                              | 6,72 m      | Heli Koivula                                                         | 6,64 m      | Ingvild Larsen                                                               | 6,39 m      |
| Salto triplo | Yelena Lysak                                                              | 14,43 m     | Ren Ruiping                                                          | 14,36 m     | Tat'jana Lebedeva                                                            | 13,62 m     |
| Lanci |                                                                           |             |                                                                      |             |                                                                              |             |
| Getto del peso | Cheng Xiaoyan                                                             | 18,76 m     | Yumileidi Cumbá                                                      | 18,09 m     | Claudia Mues                                                                 | 17,07 m     |
| Lancio del disco | Corrie de Bruin                                                           | 55,18 m     | Sabine Sievers                                                       | 54,86 m     | Suzanne Powell                                                               | 52,62 m     |
| Lancio del giavellotto | Taina Uppa                                                                | 59,02 m     | María Caridad Álvarez                                                | 58,26 m     | Réka Kovács                                                                  | 55,88 m     |
| Prove multiple |                                                                           |             |                                                                      |             |                                                                              |             |
| Eptathlon | Kathleen Gutjahr                                                          | 5.918 p.    | Regla Cárdenas                                                       | 5.834 p.    | Ding Ying                                                                    | 5.785 p.    |
| Staffette |                                                                           |             |                                                                      |             |                                                                              |             |
| Staffetta 4×100 m | Giamaica Tulia Robinson Beverley Langley Kerry-Ann Richards Astia Walker  | 44"01       | Germania Sandra Roos Gabriele Becker Sandra Görigk Esther Möller     | 44"78       | Regno Unito Diane Allahgree Susan Williams Sinead Dudgeon Rebecca Drummond   | 45"08       |
| Staffetta 4×400 m | Stati Uniti Cicely Scott Monique Hennagan Michelle Brown Jowanna McMullen | 3'32"08     | Romania Marinella Mircea Lavinia Miroiu Andrea Burlacu Ionela Târlea | 3'36"59     | Germania Susanne Merkel Claudia Angerhausen Ivonne Teichmann Ulrike Urbansky | 3'36"65     |
| record mondiale; record mondiale stagionale; miglior prestazione mondiale under 20; miglior prestazione mondiale stagionale under 20; record africano; record asiatico; record europeo; record nord-centroamericano e caraibico; record sudamericano; record oceaniano; record dei campionati; record nazionale; record nazionale under 20; record personale; record personale stagionale. |                                                                           |             |                                                                      |             |                                                                              |             |

## Medagliere
| Posizione | Paese                               | Oro | Argento | Bronzo | Totale |
| --------- | ----------------------------------- | --- | ------- | ------ | ------ |
| 1         | Stati Uniti                         | 5   | 8       | 4      | 17     |
| 2         | Russia                              | 5   | 1       | 3      | 9      |
| 3         | Kenya                               | 3   | 4       | 3      | 10     |
| 4         | Germania                            | 3   | 3       | 2      | 8      |
| 5         | Romania                             | 3   | 2       | 0      | 5      |
| 6         | Sudafrica                           | 3   | 0       | 0      | 3      |
| 7         | Regno Unito                         | 2   | 1       | 5      | 8      |
| 8         | Australia                           | 2   | 1       | 0      | 3      |
| 8         | Giamaica                            | 2   | 1       | 0      | 3      |
| 8         | Nigeria                             | 2   | 1       | 0      | 3      |
| 11        | Finlandia                           | 1   | 2       | 4      | 7      |
| 12        | Giappone                            | 1   | 1       | 3      | 5      |
| 13        | Cina                                | 1   | 1       | 1      | 3      |
| 13        | Ucraina                             | 1   | 1       | 1      | 3      |
| 15        | Svizzera                            | 1   | 1       | 0      | 2      |
| 16        | Norvegia                            | 1   | 0       | 1      | 2      |
| 17        | Brasile                             | 1   | 0       | 0      | 1      |
| 17        | Messico                             | 1   | 0       | 0      | 1      |
| 17        | Paesi Bassi                         | 1   | 0       | 0      | 1      |
| 17        | Polonia                             | 1   | 0       | 0      | 1      |
| 17        | Slovenia                            | 1   | 0       | 0      | 1      |
| 17        | Uganda                              | 1   | 0       | 0      | 1      |
| 23        | Cuba                                | 0   | 3       | 2      | 5      |
| 24        | Svezia                              | 0   | 2       | 1      | 3      |
| 25        | Spagna                              | 0   | 2       | 0      | 2      |
| 26        | Italia                              | 0   | 1       | 2      | 3      |
| 27        | Bielorussia                         | 0   | 1       | 1      | 2      |
| 27        | Governo di transizione dell'Etiopia | 0   | 1       | 1      | 2      |
| 27        | Ungheria                            | 0   | 1       | 1      | 2      |
| 30        | Argentina                           | 0   | 1       | 0      | 1      |
| 30        | Irlanda                             | 0   | 1       | 0      | 1      |
| 30        | Portogallo                          | 0   | 1       | 0      | 1      |
| 33        | Francia                             | 0   | 0       | 2      | 2      |
| 34        | Canada                              | 0   | 0       | 1      | 1      |
| 34        | Ghana                               | 0   | 0       | 1      | 1      |
| 34        | Marocco                             | 0   | 0       | 1      | 1      |
| 34        | Nuova Zelanda                       | 0   | 0       | 1      | 1      |
| 34        | Rep. Ceca                           | 0   | 0       | 1      | 1      |
| 34        | Slovacchia                          | 0   | 0       | 1      | 1      |
| Totale    | Totale                              | 42  | 42      | 43     | 127    |